# بوروندي في الألعاب الأولمبية الصيفية 2016

علم دولة بوروندي.

نافست بوروندي في دورة الألعاب الأولمبية الصيفية 2016 في ريو دي جانيرو، البرازيل، من 05-21 أغسطس 2016.